# Ижирак (спътник)
Вижте пояснителната страница за други значения на Ижирак.
Ижирак е естествен спътник на Сатурн. Открит е от екип астрономи воден от Джон Кавеларс през 2000 г., като му е дадено предварителното означение S/2000 S 6. Като алтернатива се употребява Сатурн 22. Спътникът носи името на гиганта от инуитската митология Ижирак.